# Marcus Piehl
Marcus Piehl, född 23 augusti 1985 i Linköping, är en svensk landslagssimmare, tävlande för Linköpings Allmänna Simsällskap. Utpräglad sprinter med svenska juniorrekord på 50 m fjärilsim och 50 m frisim.
2006 tilldelades han Stora grabbars märke. På 50 meter frisim (långbana) tog Piehl SM-guld 2005 samt brons 2003, 2006, 2007 och 2009. På 50 meter frisim (kortbana) tog han guld 2005 och 2008, silver 2004, 2007 och 2015 samt brons 2006. På 100 meter frisim (långbana) tog Piehl brons 2005 och 2007. På 100 meter frisim (kortbana) tog han guld 2005, silver 2006 och 2007 samt brons 2004. På 50 meter fjärilsim (långbana) tog Piehl brons 2003. På 50 meter fjärilsim (kortbana) tog han guld 2005 samt silver 2006 och 2007. På 100 meter fjärilsim (långbana) tog Piehl brons 2007. På 100 meter medley (kortbana) tog han silver 2007 och 2009.
I lagtävlan har Piehl tävlat för Linköpings ASS och tagit ett flertal medaljer. På 4x50 meter frisim (kortbana) var han med och tog guld 2004 och 2005, silver 2006, 2007, 2008, 2010, 2011, 2012 och 2014 samt brons 2009 och 2013. På 4x100 meter frisim (långbana) var Piehl med och tog guld 2005, 2006 och 2009, silver 2007, 2008 och 2011 samt brons 2012. På 4x100 meter frisim (kortbana) var han med och tog guld 2005, 2006 och 2011 samt silver 2004, 2007, 2008, 2009, 2012 och 2014. På 4x200 meter frisim (långbana) var Piehl med och tog silver 2006. På 4x200 meter frisim (kortbana) var han med och tog guld 2006, silver 2007 och brons 2011. På 4x50 meter medley (kortbana) var Piehl med och tog guld 2004, 2005 och 2006, silver 2007, 2008, 2009, 2010, 2012 och 2014 samt brons 2013. På 4x100 meter medley (långbana) var han med och tog silver 2005, 2006, 2007 och 2009. På 4x100 meter medley (kortbana) var Piehl med och tog guld 2005 och 2006 samt silver 2004, 2007, 2008, 2009 och 2010.